# Phycus pallidicornis
Phycus pallidicornis är en tvåvingeart som först beskrevs av Krober 1912.  Phycus pallidicornis ingår i släktet Phycus och familjen stilettflugor. Inga underarter finns listade i Catalogue of Life.